# Po Bożemu
Po Bożemu (ang. Living Biblically) – amerykański serial telewizyjny (sitcom) wyprodukowany przez  Enrico Pallazzo Productions, Alcide Bava Productions oraz Warner Bros. Television, który jest luźną adaptacją powieści autorstwa A.J. Jacobsa. Serial był emitowany od 26 lutego 2018 roku do 16 kwietnia 2018 roku przez CBS.
20 kwietnia 2018 roku, stacja CBS ogłosiła anulowanie serialu po ośmiu odcinkach, nie wiadomo kiedy pozostałe odcinki będą wyemitowane.
W Polsce serial jest emitowany od 5 stycznia 2019 roku przez Comedy Central.
Serial opowiada o Chipie Curry, który żyje zgodnie z nakazami Biblii.

## Obsada
- Jay R. Ferguson jako  Chip Curry[5]
- Lindsey Kraft jako  Leslie Curry[5]
- Ian Gomez jako ksiądz Gene[6]
- David Krumholtz jako Rabbi Gil Ableman
- Tony Rock jako Vince[7]
- Camryn Manheim jako  Ms. Meadows
- Sara Gilbert jako Cheryl

## Odcinki
| Sezon | Odcinki | Oryginalna emisja w CBS | Oryginalna emisja w CBS | Oryginalna emisja w Comedy Central | Oryginalna emisja w Comedy Central | Oryginalna emisja w Comedy Central |
| Sezon | Odcinki | Premiera sezonu         | Finał sezonu            | Premiera sezonu                    | Finał sezonu                       |                                    |
| ----- | ------- | ----------------------- | ----------------------- | ---------------------------------- | ---------------------------------- | ---------------------------------- |
| 1     | 13      | 26 lutego 2018          | 21 lipca 2018           | 5 stycznia 2019                    | 16 lutego 2019                     |                                    |

### Sezon 1 (2018)
| Nr | Tytuł                               | Reżyseria      | Scenariusz                    | Premiera w CBS   | Premiera w Comedy Central |
| -- | ----------------------------------- | -------------- | ----------------------------- | ---------------- | ------------------------- |
| 1  | Pilot                               | Andy Ackerman  | Patrick Walsh                 | 26 lutego 2018   | 5 stycznia 2019           |
| 2  | False Idols                         | Andy Ackerman  | Sophia Lear                   | 5 marca 2018     | 5 stycznia 2019           |
| 3  | Love Thy Neighbor                   | Andy Ackerman  | Patrick Walsh                 | 12 marca 2018    | 12 stycznia 2019          |
| 4  | Honor Thy Father                    | Andy Ackerman  | Michael Hobert                | 19 marca 2018    | 12 stycznia 2019          |
| 5  | Thou Shalt Not Steal                | Andy Ackerman  | Michael Hobert                | 26 marca 2018    | 19 stycznia 2019          |
| 6  | Hou Shalt Not Bear False Winess     | Andy Ackerman  | Charles Brottmiller           | 2 kwietnia 2018  | 19 stycznia 2019          |
| 7  | Let Us Pray                         | Andy Ackerman  | Bill Martin, Mike Schiff      | 9 kwietnia 2018  | 26 stycznia 2019          |
| 8  | Show Hospitality                    | Andy Ackerman  | Jon Silberman, Josh Silberman | 16 kwietnia 2018 | 26 stycznia 2019          |
| 9  | Never Let Loyalty Leave You         | Andy Ackerman  | Jess Lamour                   | 7 lipca 2018     | 2 lutego 2019             |
| 10 | Submit to Thy Husband               | Andy Ackerman  | Allison Bosma, Jon DeWalt     | 7 lipca 2018     | 2 lutego 2019             |
| 11 | Thou Shalt Not Covet                | Katy Garretson | Michael Lisbe, Nate Reger     | 14 lipca 2018    | 9 lutego 2019             |
| 12 | It's Better to Give Than to Receive | Andy Ackerman  | Bill Martin, Mike Schiff      | 14 lipca 2018    | 9 lutego 2019             |
| 13 | David and Goliath                   | Andy Ackerman  | Patrick Walsh                 | 21 lipca 2018    | 16 lutego 2019            |

## Produkcja
W marcu 2017 roku, poinformowano, że do obsady dołączyli: Ian Gomez jako ksiądz Gene, Tony Rock jako Vince, Jay R. Ferguson jako Chip Curry oraz Lindsey Kraft jako Leslie Curry.
12 maja 2017 roku stacja CBS zamówiła serial na sezon telewizyjny 2017/2018